# Territoire organisé des États-Unis
Dans l'histoire des États-Unis, un territoire organisé (organized territory) est un territoire pour lequel le Congrès américain a pris un Organic Act pour déterminer  de manière formelle un système de gouvernement. De tels territoires peuvent en théorie être « incorporés » ou non, mais il n'existe plus que des territoires non incorporés depuis que le Territoire d'Hawaï a été admis comme 50e État américain en 1959. 

## Mode de gouvernement
Les dispositions d'un organic act incluent typiquement l'établissement d'un Bill of rights, une déclaration des droits, pour le territoire, aussi bien que la structure tripartite du gouvernement. Un tel territoire est dit "organisé". Historiquement un territoire organisé diffère d'un État américain par le fait que l'organic act autorisait un gouvernement autonome limité, le territoire n'avait pas de constitution et l'autorité ultime sur ce territoire n'était pas détenue par le gouvernement territorial mais par le Congrès américain. Quelques territoires organisés actuels possèdent une constitution. Mais de telles constitutions sont distinctes des constitutions d'État dans le sens où elles ne qualifient pas le territoire à devenir un État de l'Union.

## Territoires organisés incorporés
Le premier territoire organisé des États-Unis était le Territoire du Nord-Ouest, organisé en 1787 par l'adoption de la Northwest Ordinance, qui fut le prototype pour les futurs organic acts. Dans les 150 ans qui suivirent, 29 autres territoires furent organisés à un moment ou à un autre.  Historiquement, l'organisation d'un territoire par l'adoption d'un organic act est typiquement le prélude pour le passage au statut d'État américain. Tous ceux-ci ont été des territoires incorporés, ce qui signifie qu'ils étaient pleinement partie des États-Unis, bien que cette distinction n'ait pas surgi avant que les premiers territoires non-incorporés aient été gagnés après la guerre hispano-américaine en 1898.

### Liste des territoires organisés incorporés
- Territoire du Nord-Ouest (1789–1803) devenu l'État de l'Ohio
- Territoire au sud de la rivière Ohio (1790–1796) devenu l'État du Tennessee
- Territoire du Mississippi (1798–1817)
- Territoire de l'Indiana (1800–1816)
- Territoire d'Orléans (1804–1812) devenu l'État de Louisiane
- Territoire du Michigan (1805–1837)
- Territoire de Louisiane (1805–1812) rebaptisé Territoire du Missouri (1812–1821)
- Territoire de l'Illinois (1809–1818)
- Territoire de l'Alabama (1817–1819)
- Territoire de l'Arkansas (1819–1836)
- Territoire de Floride (1822–1845)
- Territoire du Wisconsin (1836–1848)
- Territoire de l'Iowa (1838–1846)
- Territoire de l'Oregon (1848–1859)
- Territoire du Minnesota (1849–1858)
- Territoire du Nouveau-Mexique (1850–1912)
- Territoire de l'Utah (1850–1896)
- Territoire de Washington (1853–1889)
- Territoire du Kansas (1854–1861)
- Territoire du Nebraska (1854–1867)
- Territoire du Colorado (1861–1876)
- Territoire du Nevada (1861–1864)
- Territoire du Dakota (1861–1889) scindé en deux états : le Dakota du Nord et le Dakota du Sud
- Territoire de l'Arizona (1863–1912)
- Territoire de l'Idaho (1863–1890)
- Territoire du Montana (1864–1889)
- Territoire du Wyoming (1868–1890)
- Territoire de l'Oklahoma (1890–1907)
- Territoire d'Hawaï (1898–1959)
- Territoire de l'Alaska (1912–1959)

## Territoires organisés non incorporés

### Commonwealth non incorporés
Dans le lexique courant des zones insulaires politiques des États-Unis, un  Commonwealth est considéré comme un cas spécifique de territoire organisé.

Actuellement, il en existe deux qui ne sont nullement des territoires incorporés :
- Philippines (1935-1946)
- Puerto Rico
- Îles Mariannes du Nord

### Autres types de territoires organisés non incorporés
Certains de ces territoires ne sont ni incorporés ni considérés comme commonwealth :
- Philippines (1901-1935)
- Territoire sous tutelle des îles du Pacifique (1947-1994)
- Guam
- Îles Vierges américaines

D'un autre côté, les Samoa américaines sont formellement considérées comme un territoire non organisé, bien qu'il s'auto-gouverne sous une constitution datant de 1967 en faisant de facto un territoire organisé non incorporé.